# Liste der Landtagswahlkreise in Niedersachsen 2022

Karte der Landtagswahlkreise 2022

Die Liste der Landtagswahlkreise in Niedersachsen 2022 enthält alle Wahlkreise, in die das Land bei den Wahlen zum Niedersächsischen Landtag 2022 eingeteilt ist.

## 19. Wahlperiode (2022–2027)
Im Dezember 2021 trat eine erneute Überarbeitung der Wahlkreiseinteilung in Kraft. Diese wurde bei der darauf folgenden Landtagswahl wirksam, die am 9. Oktober 2022 stattfand. Gegenüber der letzten Wahl fanden, insbesondere in den östlichen und südlichen Landesteilen, einige erhebliche Veränderungen statt:
- Der einwohnerschwache Wahlkreis Seesen wurde aufgelöst und deren Gemeinden auf die umliegenden Wahlkreise aufgeteilt.
  - Die Berg- und Universitätsstadt Clausthal-Zellerfeld und die Stadt Braunlage wurden dem Wahlkreis Göttingen/Harz zugeordnet.
  - Die Stadt Bad Harzburg wurde in den Wahlkreis Goslar eingegliedert, ebenso das Gebiet der ehemaligen Samtgemeinde Lutter am Barenberge, welche 2021 in die Stadt Langelsheim eingemeindet wurde.
  - Die Stadt Seesen wechselte in den Wahlkreis Einbeck, ebenso der Flecken Bodenfelde (bisher Wahlkreis Northeim).
- Der Wahlkreis Göttingen/Münden wurde verkleinert: Die Gemeinde Adelebsen wechselte in den Wahlkreis Northeim, der Göttinger Stadtteil Weststadt in den Wahlkreis Göttingen-Stadt.
- Es wurde ein neuer Wahlkreis Lüneburg-Land errichtet, dadurch änderte sich auch der Zuschnitt der umliegenden Wahlkreise. Zum neuen Wahlkreis gehören:
  - die Samtgemeinde Ilmenau (bisher Wahlkreis Uelzen, dieser ist jetzt mit dem Landkreis Uelzen identisch),
  - die Samtgemeinde Scharnebeck (bisher Wahlkreis Elbe),
  - sowie die Samtgemeinden Amelinghausen, Bardowick und Gellersen (bisher Wahlkreis Lüneburg).
  - Im Gegenzug erhielt der Wahlkreis Lüneburg die Gemeinde Adendorf und die Samtgemeinde Ostheide (bisher Wahlkreis Elbe).
- Der Flecken Ottersberg und die Gemeinde Oyten wechselten vom Wahlkreis Osterholz in den Wahlkreis Rotenburg.
- Die zum 1. November 2021 neu gebildete Samtgemeinde Weser-Aue wurde dem Wahlkreis Nienburg-Nord zugeordnet. Diese ging aus den Samtgemeinden Liebenau (bisher Wahlkreis Nienburg/Schaumburg) und Marklohe (bisher Wahlkreis Nienburg-Nord) hervor.
- Ferner wurde die Beschreibung der Braunschweiger Wahlkreise an die seit 2021 neu bestehenden Stadtbezirke angepasst, der Zuschnitt der Wahlkreise änderte sich dadurch aber nicht. Gleiches gilt für die Eingemeindung von Bomlitz nach Walsrode.

| Wahlkreis-Nr. | Name des Wahlkreises        | Umfang des Wahlkreises |
| ------------- | --------------------------- | --- |
| 1             | Braunschweig-Nord           | von der Stadt Braunschweig die Stadtbezirke Hondelage-Volkmarode, Mitte, Östliches Ringgebiet, Wabe-Schunter-Beberbach |
| 2             | Braunschweig-Süd            | von der Stadt Braunschweig die Stadtbezirke Braunschweig-Süd, Südstadt-Rautheim-Mascherode, Südwest, Weststadt; vom Landkreis Peine die Gemeinde Vechelde |
| 3             | Braunschweig-West           | von der Stadt Braunschweig die Stadtbezirke Lehndorf-Watenbüttel, Nördliche Schunter-/Okeraue, Nordstadt-Schunteraue, Westliches Ringgebiet |
| 4             | Peine                       | vom Landkreis Peine die Stadt Peine, Gemeinden Edemissen, Hohenhameln, Ilsede, Wendeburg |
| 5             | Gifhorn-Nord/Wolfsburg      | von der Stadt Wolfsburg die statistischen Bezirke Brackstedt, Velstove, Vorsfelde, Warmenau, Wendschott; vom Landkreis Gifhorn die Stadt Wittingen, die Gemeinde Sassenburg, die Samtgemeinden Boldecker Land, Brome, Hankensbüttel, Wesendorf |
| 6             | Gifhorn-Süd                 | vom Landkreis Gifhorn die Stadt Gifhorn, die Samtgemeinden Isenbüttel, Meinersen, Papenteich |
| 7             | Wolfsburg                   | kreisfreie Stadt Wolfsburg ohne die statistischen Bezirke Brackstedt, Velstove, Vorsfelde, Warmenau, Wendschott |
| 8             | Helmstedt                   | der Landkreis Helmstedt |
| 9             | Wolfenbüttel-Nord           | vom Landkreis Wolfenbüttel die Stadt Wolfenbüttel, die Gemeinde Cremlingen, die Samtgemeinde Sickte |
| 10            | Wolfenbüttel-Süd/Salzgitter | von der Stadt Salzgitter die Stadtteile Bad, Barum, Beinum, Flachstöckheim, Gitter, Groß Mahner, Hohenrode, Lobmachtersen, Ohlendorf, Ringelheim; vom Landkreis Wolfenbüttel die Gemeinde Schladen-Werla, die Samtgemeinden Baddeckenstedt, Elm-Asse, Oderwald, die gemeindefreien Gebiete Am Großen Rhode, Barnstorf-Warle, Voigtsdahlum                                                   |
| 11            | Salzgitter                  | von der Stadt Salzgitter die Stadtteile Beddingen, Bleckenstedt, Bruchmachtersen, Calbecht, Drütte, Engelnstedt, Engerode, Gebhardshagen, Hallendorf, Heerte, Immendorf, Lebenstedt, Lesse, Lichtenberg, Osterlinde, Reppner, Salder, Sauingen, Thiede, Üfingen, Watenstedt; vom Landkreis Peine die Gemeinde Lengede                                                                       |
| 12            | Göttingen/Harz              | vom Landkreis Göttingen die Städte Bad Lauterberg im Harz, Bad Sachsa, Herzberg am Harz, Osterode am Harz, die Gemeinden Bad Grund (Harz), Walkenried, die Samtgemeinde Hattorf am Harz, das gemeindefreie Gebiet Harz (Landkreis Göttingen); vom Landkreis Goslar die Städte Berg- und Universitätsstadt Clausthal-Zellerfeld, Braunlage, das gemeindefreie Gebiet Harz (Landkreis Goslar) |
| 13            | Goslar                      | vom Landkreis Goslar die Städte Bad Harzburg, Goslar, Langelsheim, die Gemeinde Liebenburg |
| 14            | Duderstadt                  | vom Landkreis Göttingen die Stadt Duderstadt, die Gemeinden Friedland, Gleichen, Rosdorf, die Samtgemeinden Gieboldehausen, Radolfshausen |
| 15            | Göttingen/Münden            | vom Landkreis Göttingen die Stadt Hann. Münden, die Gemeinden Flecken Bovenden, Staufenberg, die Samtgemeinde Dransfeld, von der Stadt Göttingen die Stadtteile Elliehausen, Esebeck, Grone, Groß Ellershausen, Hetjershausen, Holtensen, Knutbühren |
| 16            | Göttingen-Stadt             | vom Landkreis Göttingen die Stadt Göttingen ohne die Stadtteile Elliehausen, Esebeck, Grone, Groß Ellershausen, Hetjershausen, Holtensen, Knutbühren |
| 17            | Northeim                    | vom Landkreis Northeim die Städte Hardegsen, Moringen, Northeim, die Gemeinden Kalefeld, Katlenburg-Lindau, Flecken Nörten-Hardenberg; vom Landkreis Göttingen die Gemeinde Flecken Adelebsen |
| 18            | Einbeck                     | vom Landkreis Northeim die Städte Bad Gandersheim, Dassel, Einbeck, Uslar, die Gemeinde Flecken Bodenfelde, das gemeindefreie Gebiet Solling; vom Landkreis Goslar die Stadt Seesen |
| 19            | Holzminden                  | der Landkreis Holzminden |
| 20            | Hildesheim                  | vom Landkreis Hildesheim die Stadt Hildesheim |
| 21            | Sarstedt/Bad Salzdetfurth   | vom Landkreis Hildesheim die Städte Bad Salzdetfurth, Bockenem, Sarstedt, die Gemeinden Algermissen, Giesen, Harsum, Holle, Schellerten, Söhlde |
| 22            | Alfeld                      | vom Landkreis Hildesheim die Städte Alfeld (Leine), Elze, die Gemeinden Diekholzen, Freden (Leine), Lamspringe, Nordstemmen, Sibbesse, die Samtgemeinde Leinebergland |
| 23            | Hannover-Döhren             | von der Region Hannover aus der Landeshauptstadt Hannover die Stadtteile Bemerode, Bult, Döhren, Heideviertel, Kirchrode, Kleefeld, Mittelfeld, Seelhorst, Südstadt (nur der statistische Bezirk Nr. 045), Waldhausen, Waldheim, Wülfel, Wülferode, Zoo |
| 24            | Hannover-Buchholz           | von der Region Hannover aus der Landeshauptstadt Hannover die Stadtteile Anderten, Bothfeld, Groß-Buchholz, Isernhagen-Süd, Lahe, Misburg-Nord, Misburg-Süd, Sahlkamp |
| 25            | Hannover-Linden             | von der Region Hannover aus der Landeshauptstadt Hannover die Stadtteile Ahlem, Burg, Hainholz, Herrenhausen, Ledeburg, Leinhausen, Limmer, Linden-Mitte, Linden-Nord, Linden-Süd, Marienwerder, Nordhafen, Stöcken, Vahrenheide, Vinnhorst, Brink-Hafen |
| 26            | Hannover-Ricklingen         | von der Region Hannover aus der Landeshauptstadt Hannover die Stadtteile Badenstedt, Bornum, Davenstedt, Mühlenberg, Oberricklingen, Ricklingen, Südstadt (ohne den statistischen Bezirk Nr. 045), Wettbergen |
| 27            | Hannover-Mitte              | von der Region Hannover aus der Landeshauptstadt Hannover die Stadtteile Calenberger Neustadt, List, Mitte, Nordstadt, Oststadt, Vahrenwald |
| 28            | Laatzen                     | von der Region Hannover die Städte Laatzen, Pattensen, Sehnde |
| 29            | Lehrte                      | von der Region Hannover die Städte Burgdorf, Lehrte, die Gemeinde Uetze |
| 30            | Langenhagen                 | von der Region Hannover die Städte Burgwedel, Langenhagen, die Gemeinde Isernhagen |
| 31            | Garbsen/Wedemark            | von der Region Hannover die Stadt Garbsen, die Gemeinde Wedemark |
| 32            | Neustadt/Wunstorf           | von der Region Hannover die Städte Neustadt am Rübenberge, Wunstorf |
| 33            | Barsinghausen               | von der Region Hannover die Städte Barsinghausen, Gehrden, Seelze |
| 34            | Springe                     | von der Region Hannover die Städte Hemmingen, Ronnenberg, Springe, die Gemeinde Wennigsen (Deister) |
| 35            | Bad Pyrmont                 | vom Landkreis Hameln-Pyrmont die Städte Bad Münder am Deister, Bad Pyrmont, die Gemeinden Flecken Aerzen, Flecken Coppenbrügge, Emmerthal, Flecken Salzhemmendorf |
| 36            | Schaumburg                  | vom Landkreis Schaumburg die Städte Bückeburg, Obernkirchen, Stadthagen, die Gemeinde Auetal, die Samtgemeinden Eilsen, Nenndorf, Nienstädt, Rodenberg |
| 37            | Hameln/Rinteln              | vom Landkreis Hameln-Pyrmont die Städte Hameln, Hessisch Oldendorf; vom Landkreis Schaumburg die Stadt Rinteln |
| 38            | Nienburg/Schaumburg         | vom Landkreis Diepholz die Gemeinde Wagenfeld, die Samtgemeinde Kirchdorf; vom Landkreis Nienburg (Weser) die Stadt Rehburg-Loccum, die Gemeinde Flecken Steyerberg, die Samtgemeinden Mittelweser, Uchte; vom Landkreis Schaumburg die Samtgemeinden Lindhorst, Niedernwöhren, Sachsenhagen                                                                                                |
| 39            | Nienburg-Nord               | vom Landkreis Diepholz die Samtgemeinde Bruchhausen-Vilsen; vom Landkreis Nienburg (Weser) die Stadt Nienburg (Weser), die Samtgemeinden Heemsen, Grafschaft Hoya, Steimbke, Weser-Aue |
| 40            | Syke                        | vom Landkreis Diepholz die Städte Bassum, Syke, die Gemeinden Stuhr, Weyhe |
| 41            | Diepholz                    | vom Landkreis Diepholz die Städte Diepholz, Sulingen, Twistringen, die Samtgemeinden Altes Amt Lemförde, Barnstorf, Rehden, Schwaförden, Siedenburg |
| 42            | Walsrode                    | vom Landkreis Heidekreis die Städte Bad Fallingbostel, Walsrode, die Gemeinde Wietzendorf, die Samtgemeinden Ahlden, Rethem (Aller), Schwarmstedt, der gemeindefreie Bezirk Osterheide |
| 43            | Soltau                      | vom Landkreis Heidekreis die Städte Munster, Schneverdingen, Soltau, die Gemeinden Bispingen, Neuenkirchen |
| 44            | Bergen                      | vom Landkreis Celle die Stadt Bergen, die Gemeinden Eschede, Faßberg, Südheide, Winsen (Aller), die Samtgemeinden Flotwedel, Lachendorf, Wathlingen, der gemeindefreie Bezirk Lohheide |
| 45            | Celle                       | vom Landkreis Celle die Stadt Celle, die Gemeinden Hambühren, Wietze |
| 46            | Uelzen                      | der Landkreis Uelzen |
| 47            | Elbe                        | der Landkreis Lüchow-Dannenberg; vom Landkreis Lüneburg die Stadt Bleckede, die Gemeinde Amt Neuhaus, die Samtgemeinde Dahlenburg |
| 48            | Lüneburg-Land               | vom Landkreis Lüneburg die Samtgemeinden Amelinghausen, Bardowick, Gellersen, Ilmenau, Scharnebeck |
| 49            | Lüneburg                    | vom Landkreis Lüneburg die Hansestadt Lüneburg, die Gemeinde Adendorf, die Samtgemeinde Ostheide |
| 50            | Winsen                      | vom Landkreis Harburg die Stadt Winsen (Luhe), die Gemeinde Stelle, die Samtgemeinden Elbmarsch, Hanstedt, Salzhausen |
| 51            | Seevetal                    | vom Landkreis Harburg die Gemeinden Neu Wulmstorf, Rosengarten, Seevetal |
| 52            | Buchholz                    | vom Landkreis Harburg die Stadt Buchholz in der Nordheide, die Samtgemeinden Hollenstedt, Jesteburg, Tostedt |
| 53            | Rotenburg                   | vom Landkreis Rotenburg (Wümme) die Städte Rotenburg (Wümme), Visselhövede, die Gemeinde Scheeßel, die Samtgemeinden Bothel, Fintel, Sottrum; vom Landkreis Verden die Gemeinden Flecken Ottersberg, Oyten |
| 54            | Bremervörde                 | vom Landkreis Rotenburg (Wümme) die Stadt Bremervörde, die Gemeinde Gnarrenburg, die Samtgemeinden Geestequelle, Selsingen, Sittensen, Tarmstedt, Zeven |
| 55            | Buxtehude                   | vom Landkreis Stade die Hansestadt Buxtehude, die Gemeinde Jork, die Samtgemeinden Apensen, Harsefeld, Horneburg, Lühe |
| 56            | Stade                       | vom Landkreis Stade die Hansestadt Stade, die Gemeinde Drochtersen, die Samtgemeinden Fredenbeck, Nordkehdingen, Oldendorf-Himmelpforten |
| 57            | Geestland                   | vom Landkreis Cuxhaven die Stadt Geestland, die Gemeinden Schiffdorf, Wurster Nordseeküste, die Samtgemeinden Börde Lamstedt, Hemmoor |
| 58            | Cuxhaven                    | vom Landkreis Cuxhaven die Stadt Cuxhaven, die Samtgemeinde Land Hadeln |
| 59            | Unterweser                  | vom Landkreis Cuxhaven die Gemeinden Beverstedt, Hagen im Bremischen, Loxstedt; vom Landkreis Osterholz die Gemeinde Schwanewede, die Samtgemeinde Hambergen |
| 60            | Osterholz                   | vom Landkreis Osterholz die Stadt Osterholz-Scharmbeck, die Gemeinden Grasberg, Lilienthal, Ritterhude, Worpswede |
| 61            | Verden                      | vom Landkreis Verden die Städte Achim, Verden (Aller), die Gemeinden Dörverden, Kirchlinteln, Flecken Langwedel, die Samtgemeinde Thedinghausen |
| 62            | Oldenburg-Mitte/Süd         | von der Stadt Oldenburg (Oldenburg) die Stadtteile Bümmerstede, Bürgerfelde-Süd, Donnerschwee, Innenstadt, Kreyenbrück, Krusenbusch, Nadorst-Süd, Neuenwege, Osternburg, Tweelbäke-West |
| 63            | Oldenburg-Nord/West         | von der Stadt Oldenburg (Oldenburg) die Stadtteile Alexandersfeld, Bloherfelde, Bornhorst, Bürgerfelde-Nord, Dietrichsfeld, Eversten, Etzhorn, Nadorst-Nord, Ofenerdiek, Ohmstede, Wechloy |
| 64            | Oldenburg-Land              | vom Landkreis Oldenburg die Gemeinden Dötlingen, Ganderkesee, Hatten, Hude (Oldenburg), Wardenburg, die Samtgemeinde Harpstedt |
| 65            | Delmenhorst                 | kreisfreie Stadt Delmenhorst |
| 66            | Cloppenburg-Nord            | vom Landkreis Cloppenburg die Stadt Friesoythe, die Gemeinden Barßel, Bösel, Garrel, Saterland; vom Landkreis Oldenburg die Stadt Wildeshausen, die Gemeinde Großenkneten |
| 67            | Cloppenburg                 | vom Landkreis Cloppenburg die Städte Cloppenburg, Löningen, die Gemeinden Cappeln (Oldenburg), Emstek, Essen (Oldenburg), Lastrup, Lindern (Oldenburg), Molbergen |
| 68            | Vechta                      | vom Landkreis Vechta die Städte Dinklage, Lohne (Oldenburg), Vechta, die Gemeinden Bakum, Goldenstedt, Holdorf, Steinfeld (Oldenburg), Visbek |
| 69            | Wilhelmshaven               | kreisfreie Stadt Wilhelmshaven |
| 70            | Friesland                   | der Landkreis Friesland; vom Landkreis Wesermarsch die Gemeinde Jade |
| 71            | Wesermarsch                 | vom Landkreis Wesermarsch die Städte Brake (Unterweser), Elsfleth, Nordenham, die Gemeinden Berne, Butjadingen, Lemwerder, Ovelgönne, Stadland; vom Landkreis Ammerland die Gemeinde Rastede |
| 72            | Ammerland                   | vom Landkreis Ammerland die Stadt Westerstede, die Gemeinden Apen, Bad Zwischenahn, Edewecht, Wiefelstede |
| 73            | Bersenbrück                 | vom Landkreis Osnabrück die Samtgemeinden Artland, Bersenbrück, Fürstenau, Neuenkirchen; vom Landkreis Vechta die Stadt Damme, die Gemeinde Neuenkirchen-Vörden |
| 74            | Melle                       | vom Landkreis Osnabrück die Städte Dissen am Teutoburger Wald, Melle, die Gemeinden Bad Essen, Bissendorf, Hilter am Teutoburger Wald |
| 75            | Bramsche                    | vom Landkreis Osnabrück die Stadt Bramsche, die Gemeinden Belm, Bohmte, Ostercappeln, Wallenhorst |
| 76            | Georgsmarienhütte           | vom Landkreis Osnabrück die Städte Bad Iburg, Georgsmarienhütte, die Gemeinden Bad Laer, Bad Rothenfelde, Glandorf, Hagen am Teutoburger Wald, Hasbergen |
| 77            | Osnabrück-Ost               | von der Stadt Osnabrück die Stadtteile Darum/Gretesch/Lüstringen, Fledder, Gartlage, Innenstadt, Kalkhügel, Nahne, Schinkel, Schinkel-Ost, Schölerberg, Sutthausen, Voxtrup, Widukindland |
| 78            | Osnabrück-West              | von der Stadt Osnabrück die Stadtteile Atter, Dodesheide, Eversburg, Hafen, Haste, Hellern, Pye, Sonnenhügel, Westerberg, Weststadt, Wüste |
| 79            | Grafschaft Bentheim         | vom Landkreis Grafschaft Bentheim die Städte Bad Bentheim, Nordhorn, die Gemeinde Wietmarschen, die Samtgemeinden Emlichheim, Neuenhaus, Uelsen |
| 80            | Lingen                      | vom Landkreis Emsland die Stadt Lingen (Ems), die Gemeinden Emsbüren, Salzbergen, die Samtgemeinden Freren, Spelle; vom Landkreis Grafschaft Bentheim die Samtgemeinde Schüttorf |
| 81            | Meppen                      | vom Landkreis Emsland die Städte Haren (Ems), Haselünne, Meppen, die Gemeinden Geeste, Twist, die Samtgemeinden Herzlake, Lengerich |
| 82            | Papenburg                   | vom Landkreis Emsland die Stadt Papenburg, die Gemeinde Rhede (Ems), die Samtgemeinden Dörpen, Lathen, Nordhümmling, Sögel, Werlte |
| 83            | Leer                        | vom Landkreis Leer die Stadt Leer (Ostfriesland), die Gemeinden Ostrhauderfehn, Rhauderfehn, Uplengen, die Samtgemeinden Hesel, Jümme |
| 84            | Leer/Borkum                 | vom Landkreis Leer die Städte Borkum, Weener, die Gemeinden Bunde, Jemgum, Moormerland, Westoverledingen, das gemeindefreie Gebiet Insel Lütje Hörn |
| 85            | Emden/Norden                | kreisfreie Stadt Emden; vom Landkreis Aurich die Stadt Norden, die Gemeinden Hinte, Krummhörn, die Samtgemeinde Hage |
| 86            | Aurich                      | vom Landkreis Aurich die Stadt Aurich, die Gemeinden Großefehn, Großheide, Ihlow, Südbrookmerland, die Samtgemeinde Brookmerland |
| 87            | Wittmund/Inseln             | vom Landkreis Aurich die Städte Norderney, Wiesmoor, die Gemeinden Baltrum, Dornum, die Inselgemeinde Juist, das gemeindefreie Gebiet Nordseeinsel Memmert; der Landkreis Wittmund |